# Retorio
Retorio d'Egitto (in greco Ῥητόριος?; fl. VI-VII secolo) è stato un astrologo e scrittore bizantino, l'ultimo grande astrologo classico di cui abbiamo qualche estratto dalle sue opere.

## Biografia
Visse nel VI o all'inizio del VII secolo, all'inizio dell'era bizantina. Scrisse un ampio compendio in greco delle tecniche degli astrologi ellenistici che lo avevano preceduto, ed è una delle nostre migliori fonti per l'opera di Antioco di Atene. Sebbene nessun manoscritto originale del suo lavoro sopravviva intatto, abbiamo diverse versioni tardo bizantine di esso.
Retorio fornisce un'importante conferma della sopravvivenza delle più oscure tecniche astrologiche di Vettio Valente, l'astrologo praticante la cui tradizione è in qualche modo in disaccordo con i metodi più noti di Claudio Tolomeo; per esempio, nel suo trattato sul Lotto della fortuna, in forma di oroscopo, tratta il tema come trattato da Valente, e il suo uso del sect con i lotti. Inoltre discute i sistemi tardo-romani dei signori del tempo, un argomento che venne molto sviluppato dai persiani, dagli arabi e dagli europei medievali. Retorio fornisce un collegamento informativo tra la precedente tradizione ellenistica e le pratiche arabe e medievali che la seguirono.
Nella sua opera, il Compendio astrologico, riporta diversi casi di studio, come gli oroscopi di Pamprepio (n. 440) e del figlio maschio morto a cinque anni dell'imperatore Leone I e di sua moglie Verina (n. 463).